# Stor kranstop
Stor kranstop (Stephanandra tanakae) er en bredt voksende, men opret, løvfældende busk. Forgreningen er tæt og regelmæssig med tynde skud til alle sider. 

## Beskrivelse
Barken er først rødbrun og glat, men senere bliver den mørkt grålig og til sidst skaller den af i lange strimler. Knopperne er spredte, udspærrede, ægformede og rødbrune. Bladene er bredt ægformede med tre grove lapper, groft tandet rand og lang spids. De store akselblade er ægformede og fint takkede. Oversiden er mørkegrøn og foldet, mens undersiden er lysegrøn. Høstfarven er orange til rød. Blomsterne er samlet i endestillede toppe. De springer ud i juni-juli. De enkelte blomster er flødehvide og regelmæssige, men små. Frugterne modner sjældent i Danmark.
Rodnettet består af forholdsvis få, grove hovedrødder, som er vidt udbredte. Da planten bliver formeret ved stiklinger er rodnettet nok mere trævlet, end frøplanters er det.
Højde x bredde og årlig tilvækst: 2 x 2 m (50 x 50 cm/år).

## Hjemsted
Stor kranstop vokser i fugtige bjergskove i Nordkina, Korea og på Japans hovedøer, hvor den danner skovbryn og underskov på veldrænet, mineralrig lavajord sammen med bl.a.: hortensia (Hydrangea macrophylla), tornaralie (Eleutherococcus sieboldianus), haveaucuba (Aucuba japonica), japansk pieris (Pieris japonica), krybende benved (Euonymus fortunei var. vegetus), skæbnetræ (Clerodendron trichotomum), stor stjernetop (Deutzia scabra) og vinterglans (Pachysandra terminalis).
| Portal | Portal:Botanik |